# فرشاد فرشته‌حکمت
فرشاد فرشته‌حکمت (متولد ۱۳۴۱ در کازرون) کارگردان و مستندساز ایرانی، شاعر و استاد دانشگاه تهران است. از جمله آثار وی می‌توان به حافظ از دیدگاه گوته، خدایگان خاک، رازهای ایران زمین، تولد یک خط و باران در آفتاب اشاره کرد.
در سال ۱۳۸۷ مراسم نکوداشت وی در سینما حقیقت برگزار شد.

فیلم ها 
- ﺣﺎﻓﻆ ﻭ ﮔﻮﺗﻪ
- ﺁﻟﻤﺎﮔﻞ
- ﺭﺅﯾﺎﯼ ﺯﻣﯿﻦ